# Jinder Mahal
Yuvraj Singh Dhesi (n. 19 iulie 1986) este un wrestler indiano-canadian care în prezent activează în circuitul independent sub numele său real Raj Dhesi. Este cunoscut pentru timpul său petrecut în WWE între anii 2010-2014 și 2016-2024 sub numele de ring Jinder Mahal. Acolo a reușit să câștige Campionatul WWE.

## În wrestling
- Manevre de final
  - Arm trap neckbreaker[7][8] – 2016–2017; utilizat ca semnătură după aceea
  - Camel clutch[9][10] – 2011–2014
  - Khallas[3] (Cobra clutch slam) – 2017–prezent
  - Sands of Time[11] (Fireman's carry double knee gutbuster)[12] – 2010–2011[13]
  - Figure four leglock[14]  – 2017; utilizat rar după aceea

## Titluri și premi
- All-Star Wrestling
  - ASW Tag Team Championship (1 dată) – cu Gama Singh Jr.[15]
- Prairie Wrestling Alliance
  - PWA Canadian Tag Team Championship (1 dată) – cu Gama Singh Jr.[16]
  - PWA Heavyweight Championship (2 ori)[4][17]
- Pro Wrestling Illustrated
  - PWI clasat #30 în top 500 wrestleri în PWI 500 în 2017[18]
- Stampede Wrestling
  - Stampede Wrestling International Tag Team Championship (2 ori) – cu Gama Singh Jr.[4]
- WWE
  - WWE Championship (1 dată)[19]
  - WWE United States Championship (1 dată)